# Vaqueiros (Alcoutim)
Vaqueiros ist eine Ortschaft und Gemeinde an der Algarve im Süden Portugals.

## Geschichte
In hiesigen Minen förderten Menschen seit der Urgeschichte Erze, insbesondere Kupfer. Belegt ist die Förderung in den verschiedenen Minen der Cova dos Mouros seit der Kupfersteinzeit bis zu den Römern.
Mindestens seit dem 16. Jahrhundert ist Vaqueiros eine eigenständige Gemeinde.

## Verwaltung
Vaqueiros ist Sitz einer gleichnamigen Gemeinde (Freguesia) im Kreis (Concelho) von Alcoutim im Distrikt Faro. Auf einer Fläche von 144 km² leben hier 333 Einwohner (Stand 19. April 2021).
Folgende Ortschaften und Orte liegen in der Gemeinde Vaqueiros:
| - Alcaria - Alcaria Queimada - Alcarias - Balurquinho - Barranco - Bemposta - Bentos - Cabaços - Casa Nova - Casas - Fernandilho - Ferrarias - Fortim - Galachos - Galego - Jardos | - Madeiras - Malfrade - Monchique - Montinho da Revelada - Montinho da Várzea - Pão Duro - Pomar - Preguiça - Preguiças - Taipas - Traviscosa - Vale da Rosa - Vaqueiros - Várzea - Zambujal |

## Solarpark Riccardo Totta
In Vaqueiros befindet sich der Solarpark Riccardo Totta (früher auch als Solara 4 bezeichnet), der mit einer Leistung von 219 MW bei Einweihung im Oktober 2021 der größte Solarpark Portugals war. Die Investitionskosten für die Anlage betrugen ca. 170 Mio. Euro und werden über ein langfristiges Power Purchase Agreement refinanziert, womit der Solarpark zugleich bei Inbetriebnahme einer der größten subventionsfrei errichteten Solarparks in Europa war. In dem Solarpark werden dauerhaft ca. 15 bis 20 Personen arbeiten; während der Bauphase waren ca. 500 Personen auf der Baustelle beschäftigt. Die Stromerzeugung des Solarparks ist ausreichend, um rechnerisch ca. 200.000 Haushalte zu versorgen. Pro Jahr soll er knapp 177.000 Tonnen Kohlenstoffdioxid einsparen.